# Anchonobelus ajax
Anchonobelus ajax är en insektsart som beskrevs av Capener 1972. Anchonobelus ajax ingår i släktet Anchonobelus och familjen hornstritar. Inga underarter finns listade i Catalogue of Life.